# Tharcisse Renzaho
Tharcisse Renzaho (* 1944 in Kiarama) ist ein ehemaliger ruandischer Politiker und Präfekt von Kigali. Er war einer der maßgeblichen Beteiligten des Genozids 1994. Am 14. Juli 2009 wurde er vom Internationalen Strafgerichtshof für Ruanda wegen Völkermordes, Verbrechen gegen die Menschlichkeit und schwerer Verstöße gegen den Gemeinsamen Artikel 3 der Genfer Konventionen und deren Zusatzprotokoll II zu einer lebenslangen Freiheitsstrafe verurteilt.

## Leben
Tharcisse Renzaho wurde 1944 in Kiamara (Präfektur Kibungo, Südosten Ruandas) geboren. Er lernte in deutschen, belgischen und französischen Militärakademien und wurde Militäringenieur. In der ruandischen Armee erreichte er den Rang des Oberst. In den 1970er und 80er Jahren arbeitete er für den ruandischen Militärgeheimdienst. In seinen Schreiben aus diesen Jahren sollen bereits rassistische Äußerungen gegen die ethnische Minderheit der Tutsi auftauchen. 1990 wurde er Präfekt der Hauptstadt Kigali und Präsident des örtlichen zivilen Verteidigungskomitees. Als solcher hatte er auch Kontakte zur MRND-Parteimiliz Interahamwe. Im Juni 1993 behauptete er in einem Brief an seine Vorgesetzten, die Rebellenbewegung Ruandische Patriotische Front (RPF) habe in Kigali ein Informationsnetzwerk eingerichtet, dessen Mitglieder er auf einer Liste mit 20 Verdächtigen benannte. Im Januar 1994 beschuldigte er in Kigali stationierte RPF-Soldaten im Radiosender RTLM, Mörder bei sich aufzunehmen. Nach Ausschreitungen nahm Renzaho im Februar 1994 an einer öffentlichen Debatte teil, in der er ein Ende der Gewalt in Kigali forderte. Er verpflichtete sich, die UNAMIR zu unterstützen. Renzaho wirkte in den folgenden Monaten beim Aufbau der Interahamwe in Kigali mit. Er soll sich am Vermögen von der Interahamwe bedrohten Tutsi bereichert haben.
Während des Völkermords (April–Juli 1994) soll Renzaho in Kigali Anweisungen zur Beseitigung von Tutsi und politischen Gegnern gegeben sowie den Völkermord in Kigali koordiniert haben. In einem Fall ist ein Gespräch Renzahos mit Théoneste Bagosora bekannt, in dem Renzaho die Ermordung des Managers der Banque Rwandaise de Développement bestätigte. Ebenfalls soll er im Radio zu Gewalt gegen Tutsi aufgerufen haben. Laut Jean Kambanda verlangte Renzaho bei einem Treffen der Übergangsregierung am 11. April, die Orte der Massaker möglichst zu verbergen. Renzaho soll allerdings dem Roten Kreuz die Versorgung von Notleidenden sowie der UNAMIR den Schutz von potentiellen Opfern des Völkermords in bestimmten Zonen gestattet haben, sodass in Kigali zahlreiche Verfolgte überleben konnten.
Nach der Eroberung Ruandas durch die RPF im Juli 1994 ging Renzaho ins Exil. 1997 in Kenia sowie 2000 in Sambia gelang ihm die Flucht vor der drohenden Verhaftung durch Ermittler des Internationalen Strafgerichtshofs für Ruanda. Am 29. September 2002 wurde er in der Republik Kongo verhaftet und am 11. November 2002 vom Internationalen Strafgerichtshof für Ruanda wegen Vergehen während des Völkermordes angeklagt. Später wurde eine Erweiterung der Anklagepunkte vorgenommen. Der Prozess begann am 8. Januar 2007 und endete am 6. September 2007 nach 49 Verhandlungstagen und der Anhörung von 53 Zeugen. Renzaho bekannte sich „nicht schuldig“. Am 14. Juli 2009 wurde er wegen Völkermordes, Verbrechen gegen die Menschlichkeit und schwerer Verstöße gegen den Gemeinsamen Artikel 3 der Genfer Konventionen und deren Zusatzprotokoll II zu einer lebenslangen Freiheitsstrafe verurteilt. Der Gerichtshof sah es als erwiesen an, dass er an dem Massaker vom 17. Juni 1994 in der Sainte Famille Kirche in der ruandischen Hauptstadt beteiligt war, bei dem über hundert Tutsi getötet wurden. Zudem habe er zur Vergewaltigung von Frauen und Mädchen aufgerufen und Straßensperren errichten lassen, an denen Tutsi abgefangen und getötet wurden. Der Gerichtshof befand ihn darüber hinaus für schuldig, Waffen ausgegeben zu haben, mit denen anschließend Morde an Tutsi begangen wurden und einen Ausleseprozess in dem Flüchtlingslager CELA überwacht zu haben, bei dem 40 Tutsi entführt und getötet wurden.